# Venceslas Dédina
Pour les articles homonymes, voir Dedina.
Venceslas Dédina, parfois orthographié Wenceslas Dedina, ou en tchèque Václav Dědina, né le 21 août 1872 à Straky (Autriche-Hongrie) et mort le 24 août 1945 à Paris, est un graveur, peintre et sculpteur français d'origine austro-hongroise.
Il est le frère du peintre Jan Dědina.

## Biographie
Venceslas Dédina naît à Straky, dans une province tchèque de l'Empire austro-hongrois. En 1895, il choisit de déserter de l'armée autrichienne et s'enfuit pour Paris avec son frère ainé Jan (le peintre). Ils s'installent successivement rue Beaunier (14e arrondissement), rue Cels (14e), rue Portefoin (3e), rue du Chemin Vert (11e) puis finalement au 15 rue Payenne (3e). Il se marie avec une savoyarde et a cinq enfants. Naturalisé Français en 1913, il est incorporé dans l'armée en août 1915 et semble s'être distingué pendant la Première Guerre mondiale,. Il meurt dans le 4e arrondissement de Paris le 24 août 1945.
Il est le père de Daniel V. Dédina (1906-1984), agent de voyage, conseil en tourisme, éditeur de presse touristique professionnelle, pionnier de l'industrie du tourisme moderne, fondateur de WATA (World Association of Travel Agencies) basé à Genève.

## Œuvre

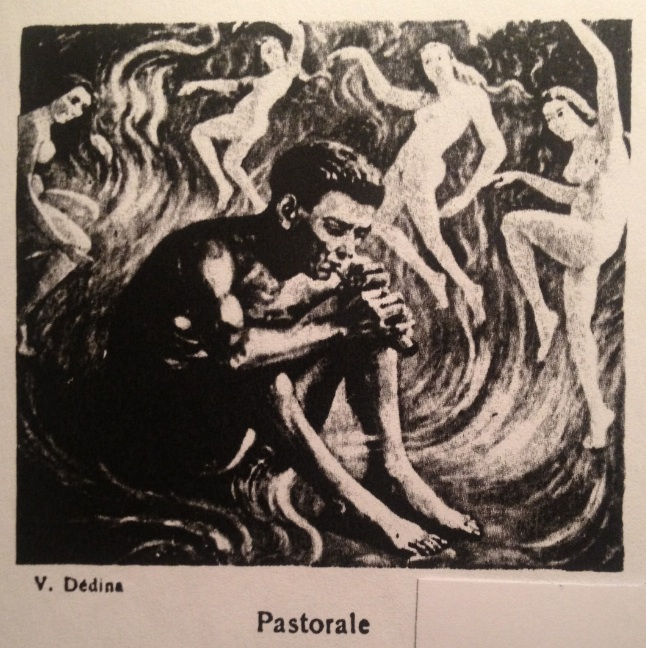
Pastorale (reproduit dans le Dictionnaire biographique des artistes contemporains).

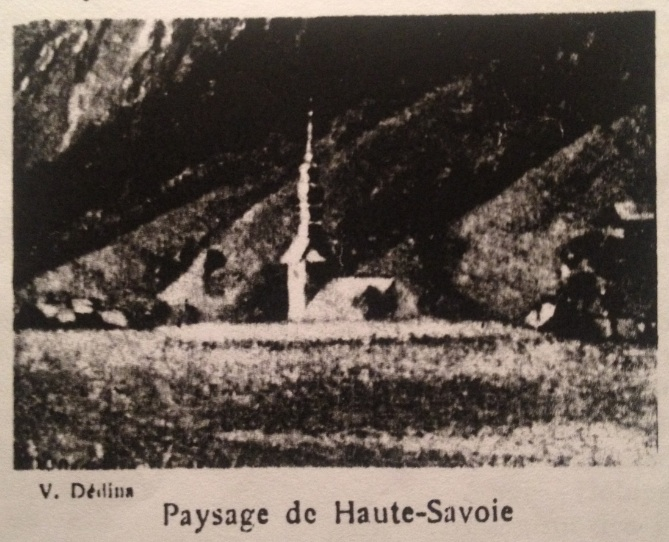
Paysage de Haute-Savoie (reproduit dans le Dictionnaire biographique des artistes contemporains).

Venceslas Dédina fait ses études artistiques à l'Académie des beaux-arts de Prague. Dessinateur et graveur scrupuleux, ses gravures sont nombreuses à être reproduites dans les revues. Cependant, depuis toujours attiré par la peinture, il finit par s'y consacrer, peignant tant à l'huile qu'à la cire. Il exécute aussi de nombreux pastels.
Bien connu à Prague, il participe à des expositions, ainsi que dans d'autres villes tchèques comme Poděbrady, non loin de sa ville natale. Il obtient une mention honorable à l'Exposition universelle de 1900 de Paris, où il expose avec les peintres autrichiens. En France, devenu sociétaire du Salon des artistes français en 1927, le public peut régulièrement découvrir ses peintures au Salon des indépendants, au Salon de la Société nationale des beaux-arts, à la Galerie Drouant à Paris et au Salon de Clichy. Plusieurs de ses œuvres, paysages et bateaux sur la Seine, sont reproduites dans la Revue moderne. En 1930, le Dictionnaire biographique des artistes contemporains cite Chevaux aux Sables, Temps de neige et À Paris.
De manière générale, Venceslas Dédina semble avoir été marqué par l'impressionnisme, qu'il poussa dans diverses directions : jusqu'à la dilution presque complète des formes, comme dans certains paysages parisiens aux tons fondus et sombres, jusqu'à une approche plus synthétique où la couleur resplendit, écho tempéré du fauvisme.[réf. nécessaire] C'est dans cette dernière manière que Venceslas Dédina semble peindre dans les années 1930, où la critique remarque « sa palette vive et franche », ses « notations de la Haute-Savoie aux éclairages véhéments et contrastés ».

## Expositions
Venceslas Dédina exposa aux salons cités plus haut. Les dates attestées sont les suivantes :
- salon de la Société nationale des beaux-arts de 1926 : Retour de vacances[2] ;
- salon de la Société nationale des beaux-arts de 1927[2] ;
- galerie d'art du Journal, 1933[5].

## Collections publiques
- Kaboul (Afghanistan), Ambassade de France : Femme penchée, dessin en deux couleurs[6].